# Humes braamsluiper
De Humes braamsluiper (Curruca curruca althaea synoniem: Sylvia curruca althaea) is een zangvogel uit de familie van Sylviidae (grasmussen).

## Taxonomie
De vogel werd in 1878 door Allan Octavian Hume als soort beschreven, zij het met enige aarzeling. "Those who do not admit races may call this bird Sylvia althaea" (zij die rassen/ondersoorten niet toestaan mogen deze vogel Sylvia althaea noemen). Volgens onderzoeken gepubliceerd tussen 2006 en 2018 bestaat er (nog steeds) geen consensus over de soortstatus en daarom staat dit taxon nu als ondersoort op de IOC World Bird List samen met de ondersoorten C. c. minula en C. c. margelanica.